# Tjärnhedens IP
Tjärnhedens idrottsplats är ett cirka 4,5 hektar stort idrottsområde i Berga, som tillhör idrottsklubben Sälens IF. Här finns löparbanor, läktare, klubbhus, tempererat utomhusbad samt elljusspår.
Tjärnheden var under slutet av 1800-talet uppodlad åkermark tillhörande byn Berga. Platsens centrala läge och storlek gjorde att den användes vid boskapspremiering och festligheter under slutet av 1800-talet . I direkt anslutning till heden låg fram till 1950-talet en dansbana. Idrottsplatsen invigdes 12 augusti 1923 med en fotbollsmatch mellan Sälens IF och ett lag från Sörsjön. År 1939 förbättrades fotbollsplanen och löparbanorna. 1954-1956 förbättrades idrottsplatsen ytterligare och 1967 belades fotbollsplanen med gräs . 1984-1985 byggdes ett klubbhus och detta kompletterades 1990 med ett större förråd. 
Under pandemiåret 2021 startade Vasaloppet på idrottsplatsen. Tidigare har även Cykelvasan startat på Tjärnheden.